# Доктрина Брежнева
Доктрина Брежнева (англ. Brezhnev Doctrine), или доктрина ограниченного суверенитета, — сформулированное западными политиками и общественными деятелями описание внешней политики СССР периода 1960-х — 1980-х годов.
Понимание этой политики заключалось в том, что СССР мог вмешиваться во внутренние дела государств Варшавского договора, в том числе военным путём, чтобы сохранить в них власть местных компартий, подконтрольных руководству СССР. Кроме того, она характеризовалась интенсифицировавшимся по всем количественным показателям курсом военного сотрудничества со странами социалистической ориентации в отдалённых регионах планеты. Название доктрины связали с фамилией партийного руководителя СССР тех лет Л. И. Брежнева.

## Эволюция
Политику Л. И. Брежнева в военной сфере нельзя рассматривать в отрыве от политики его предшественников (и преемников), которую предельно кратко и тезисно можно обобщить следующим образом:
| Эпоха        | Доктрина                    | Характеристика |
| ------------ | --------------------------- | --- |
| Ленинская    | Оборонительная              | Упор на защите от интервенционистских и реваншистких поползновений соседей и внешних противников в сочетании с необходимостью воспитания пролетарского офицерского состава и необходимостью мириться с наличием большого кадра оппозиционно настроенного к власти старорежимного царского офицерства           |
| Сталинская   | Экспансионистская           | Крупнейшая в мире сухопутная армия континентального типа (в противоположность армиям экспедиционного типа), оснащённая конвенциональным вооружением и военной техникой |
| Хрущёвская   | Наращивание сил             | Упор на развитие ядерного арсенала и средств доставки — ракетно-ядерного потенциала и стратегической бомбардировочной авиации, военное освоение космоса, выход на международный уровень с глобальной повесткой дня, начало активной военной помощи странам третьего мира в отдалённых от СССР регионах планеты |
| Брежневская  | Продолжение наращивания сил | Реформирование военных структур под изменившийся характер военных действий и военной угрозы, широкий набор инструментальных военных средств для подкрепления проводимого курса глобальной политики, готовность к участию в региональных конфликтах любой интенсивности в любых уголках земного шара            |
| Горбачёвская | Стратегический нейтралитет  | Прекращение военно-технического сотрудничества с многими прежними зарубежными союзниками, курс на постепенный вывод советских войск и советнического аппарата из стран ближнего и дальнего зарубежья, Ближнего Востока, Азии, Африки и Южной Америки, соблюдение нейтралитета в международных отношениях       |

## Понятие
Понятие появилось после выступления Леонида Брежнева на пятом съезде Польской объединённой рабочей партии (ПОРП) в 1968 году:

Хорошо известно, что Советский Союз немало сделал для реального укрепления суверенитета, самостоятельности социалистических стран. КПСС всегда выступала за то, чтобы каждая социалистическая страна определяла конкретные формы своего развития по пути социализма с учётом специфики своих национальных условий. Но известно, товарищи, что существуют и общие закономерности социалистического строительства, отступление от которых могло бы повести к отступлению от социализма как такового. И когда внутренние и внешние силы, враждебные социализму, пытаются повернуть развитие какой-либо социалистической страны в направлении реставрации капиталистических порядков, когда возникает угроза делу социализма в этой стране, угроза безопасности социалистического содружества в целом — это уже становится не только проблемой народа данной страны, но и общей проблемой, заботой всех социалистических стран.— Брежнев Л. И. Ленинским курсом, т. II. М., 1970, с. 329
Именно этот подход стал идеологическим обоснованием военного вмешательства войск стран Варшавского договора во главе с СССР в Чехословакию в августе 1968 года.
Как отмечал Ричард Аллен, советник по вопросам национальной безопасности в годы первого президентского срока Рональда Рейгана, переход при нём американской внешней политики «в наступление, отказ уступать Советскому Союзу какую бы то ни было территорию где бы то ни было, в конечном счете привёл к опрокидыванию доктрины Брежнева, и это было ключом к успеху».
Доктрина, по мнению политиков и общественных деятелей, оставалась в силе до конца 1980-х годов, когда при Михаиле Горбачёве её не сменил иной подход, который в шутку назвали «доктриной Синатры» (имея в виду популярную песню Фрэнка Синатры «My Way»).
Фактическое окончание действия доктрины относят к встрече президента СССР М. С. Горбачёва и президента США Джорджа Буша-старшего на Мальте в декабре 1989 года.
По мнению генерала КГБ Николая Леонова (2018): «Катастрофа во всех странах социалистического содружества была вызвана заявлением Горбачёва осенью 1988 года о том, что он отменяет доктрину Брежнева, когда Горбачёв поехал в Нью-Йорк на сессию ООН, где в духе своей авантюрной политики решил бросить какую-то крупную инициативу и заявил, что мы не будем способствовать поддержанию социалистических сил в Восточной Европе. Хотя доктрина Брежнева была отменена значительно раньше, потому что разумные люди понимали: СССР не в состоянии выполнить её. Я могу это подтвердить двумя фактами. Так, ещё в 1980 году, когда Андропов был членом Политбюро ЦК, в Москву пригласили Рауля Кастро. Ему было сказано, что СССР не будет воевать за Кубу. Кастро был тогда этим ошарашен. Далее, в 1981 году, когда на территории Польши начала создаваться „Солидарность“, Ярузельский доложил в Москву: ситуация аховая, он хочет ввести в Польше военное положение, поддержит ли его СССР? И разговаривавший с ним секретарь ЦК по идеологии Суслов ответил: в этом случае мы вам военную помощь оказать не сможем. Так что к моменту заявления Горбачёва доктрина Брежнева уже не действовала».
А. С. Черняев упоминал о двух инициативах Политического консультативного комитета Варшавского пакта при Брежневе во второй половине 1970-х: неприменение первыми ядерного оружия участниками Хельсинского совещания и не расширение обеих блоков.